# Dark Sector
Dark Sector é um jogo de aventura em terceira pessoa desenvolvido pela Digital Extremes para as plataformas de XBOX 360, Playstation 3 e Microsoft Windows, o jogo foi lançado em 25 de março de 2008, o principal personagem do jogo é um homem chamado Hayden Tenno (dublado por Michael Rosenbaum) que é o anti-herói e protagonista do jogo.

## Jogabilidade
Neste jogo, tema giram em torno de uma arma chamada glaive, uma espécie de bumerangue de três pontas, só que maior, que o protagonista usa para acabar com todos os inimigos que tentam atrapalha-lo ou ser seu adversário, ela também pode alcançar vários metros de distância e acertar o inimigo onde quer que ele esteja. Além disso, ela também poder pegar vários itens importantes para Hayden Tenno, Glaiver também pode capturar elementos e ficar mais poderosa com fogo, gelo e eletricidade, e também pode destravar alavancas que ficam distantes para abrir portas.

## Personagens
- Hayden Tenno (dublado por Michael Rosenbaum ) é o principal protagonista do jogo e anti-herói.  Após ser infectado pelo vírus Technocyte, ele decide parar a propagação do vírus em todo o mundo.
- Yargo Menshik (dublado por Jürgen Prochnow ) é um "agente dormente" e um cientista que conhece a origem do vírus Technocyte.
- Robert Mezner (dublado por Dwight Schultz ) é o principal antagonista do jogo. Cruel e implacável, ele planeja se expandir e propagar o vírus ao redor do mundo. Seu objetivo é criar uma nova utopia.
- Nadia Sudek (dublado por Julianne Buescher ) é uma mulher que trabalha ao lado Mezner. Hayden e Nadia aparentemente conhecem um ao outro, mas a sua conexão não é esclarecida de imediato. Mais tarde, ela acaba por ser Nemesis, uma criatura metálica com as mesmas habilidades poderosas como Hayden.
- Viktor Sudek é um agente menor capturado pela equipe de materiais perigosos em Lasrian. Ele também é infectado,  e imediatamente morto por Hayden sob as ordens do seu superior hierárquico. Ele auxilia Hayden ao guiá-lo de fora Lasria. Contudo, depois é revelado que ele usou Hayden para seus próprios propósitos do mal e mais tarde ele faz um acordo com Mezner.
- O negociante Blackmarket é um traficante de armas que fornece armas e equipamentos sem os governadores saberem sobre elas para Hayden, por uma boa quantidade de rublos. Ele se esconde nos esgotos Lasrian em toda a cidade.

## Sipnose
O jogo começa com Hayden, um agente das forças especiais americanas enviado para um complexo militar na ficticia cidade de Lasria, na Rússia, para cumprir uma missão secreta. Hayden faz brevemente o trabalho de toda a resistência do inimigo e se encontra cara a cara com seu alvo, um agente sujeito chamado Viktor, amarrado a uma cadeira. Viktor sob a impressão de que Hayden está ali para salvá-lo, diz-lhe informações para ajudá-lo em seu caminho. Hayden rapidamente coloca uma bala em seu crânio. Depois de anunciar que ele tinha cumprido sua missão, seu superior hierárquico decide mandá-lo atrás de Mezner, o homem responsável pela infecção Technocyte que tem estado a devastar a cidade de Lasria.  Hayden continua através do complexo; derrota dezenas de soldados e até um helicóptero, e instala uma porção de cargas de C4 em todo o complexo. Hayden, em seguida, encontra-se cara-a-cara com uma criatura de metal de 2,0 metros de altura (Nemesis), e tenta derrotar o monstro, diaparando um RPG nele, mas a figura metálica redireciona-o em Hayden. Desviando do míssil mortal, Hayden pula de um penhasco, e desfalece. Ao acordar, mais uma vez se vê cara a cara com seu alvo, desta vez, Mezner que, por estar em posição vantajosa, conversa com ele. Ao tentar alcançar uma arma, Nemesis aparece e esfaqueia seu ombro direito. Após a ordem de Mezner, Nemesis transfere a infecção para Hayden através da ferida, na tentativa de matá-lo. Mas Hayden rapidamente detona os pacotes de C4 instalados anteriormente e consegue escapar.
Ele, então, chega a uma estação de rádio para manter contato com seu superior para obter mais informações, já sobre efeito do vírus Technocyte, tendo a pele do braço direito se degenerando, deixando sua carne exposta.  O superior é informado da situação e diz a Hayden para se encontrar com o seu agente adormecido, Yargo Mensik, a fim de obter ajuda para conter a infecção. Logo ele ouve os passos de um soldado inimigo na tentativa de embosca-lo. Ao enfrentar o soldado, Hayden usa seu braço infectado, e eis que surge a Glaive, que abre a garganta do soldado. Outro soldado entra no galpão e tenta enviar mensagens pelo rádio, mas é decapitado pela Glaive lançada a ele. Em busca da ajuda, Hayden continua ao longo da costa da cidade. Lentamente o vírus produz um tipo de metal orgânico que envolve completamente o seu braço direito, e vai fornecendo novas habilidades à Glaive, quanto mais a infecção progride. No caminho encontra mais soldados e pessoas infectadas com o vírus e enlouquecidas de dor. Eventualmente Hayden encontra um monstro, que lembra um enorme macaco  coberto com o mesmo tipo de metal que cobre o seu braço infectado. Depois de um breve conflito, em que Hayden e a criatura chegam a um empate de forças, o monstro é chamado de volta por algum tipo de sinal.
Hayden, em seguida, faz o seu caminho, seguindo a costa, e chega a uma base militar temporária montada em um cais abandonado. Depois de se encaminhar ao edifício principal, ele ouve um soldado lasriano pedir ajuda em uma rádio, por está lentamente enlouquecendo com a infecção. Hayden, em seguida, desce a área do porão e depois de cuidar de vários infectados segue para o telhado. Lá, com uma nova mutação, ele ganha outra habilidade e finalmente encontra Yargo. Ele diz a Hayden que suas ordens foram atualizadas e dá a ele o Impulsionador, para ajudar a diminuir a infecção
Yargo diz que ele e a agência acreditam que Mezner quer recapturar os infectados que Hayden libertara quando ele detonou a base militar.  Mezner tinha recuperado um velho transmissor que atrai as criaturas com o Technocyte à sua localização, e escondeu-o dentro de uma igreja velha. Yargo também informa que Nadia, uma mulher que Hayden conhece, também está trabalhando para Mezner. Hayden segue em direção à tal igreja para destruir o transmissor. Durante todo o tempo enfrenta uma legião de soldados e infectados. Por estar infectado, o próprio Hayden também é atraído para o transmissor.  No caminho, ele luta contra um tanque Chacal e é derrotado em uma briga com uma ágil criatura Technocyte, o Colossus.  Ele acorda de noite e continua a sua missão. Eventualmente, ele chega a igreja onde, Hayden e o Colossus tem seu confronto final. Após derrotar o Colossus, ele segue para as catacumbas e encontra o transmissor. Nadia, que tem um ódio enraizado para Hayden depois de seu último encontro com ela, o confronta.  Ela foge e deixa-o a lutar contra seu caminho através de um enxame de infectados e escapar antes de o C4 pôs apaga.
Depois de fazer contato com o seu superior mais uma vez ele disse que tem algumas pessoas infectadas em um navio e está tentando exportar o vírus Technocyte para o resto do mundo.  Depois de lutar e seqüestro de um outro tanque Hayden empurra para a costa e pega uma carona em um helicóptero para o navio.  Combatendo a tripulação, ele deixa para o porão de carga e acidentalmente liberta um monstro Technocyte altamente evoluídos que se afunda o navio. Hayden escapa com vida, mas Yargo foi encontrado e capturado pelos militares.
Hayden corre de volta ao lugar de Yargo o tempo todo matando grande quantidade de infectados e um soldado de alta potência com blindados.  Ele encontra o lugar, mas Yargo foi transferida para outro local onde Nadia é torturá-lo, exigindo que ele deixe ela em "The Vault". Seu superior, vendo a confusão de coisas horríveis, contatos Hayden e diz que ele está vindo a assumir e de se demitir. Hayden não escuta e vai salvar Yargo de qualquer maneira.
Ele acha Yargo, bem como a criatura que ele soltou do navio. Depois de matá-lo e mutante novamente ele fica com Yargo e tenta usar o booster, mas Yargo tenta dizer alguma coisa.  Hayden tenta tirar da na cabeça  Nemesis, mas logo descobre que ele ainda não é forte o suficiente para combatê-la.  Mezner Hayden chega e oferece uma chance de matá-lo, no entanto Mezner cresceu e poderoso o suficiente para controlar mentalmente vítimas infectadas pelo Technocyte , e começa a dominar mentalmente Hayden.  Em um último esforço, Hayden injeta-se com o reforço, que divide o controle Mezner e ao mesmo tempo evitar novas mutações.  Mezner diz que ele tinha o mesmo reforço e tanto ele e Hayden estavam sendo preparados para o lançamento do Technocyte's.  Hayden sai e tanto o Nemesis e Mezner deixá-lo como morto.
Hayden acorda mais tarde com Yargo, que diz que ele atou o reforço com Enferon, um produto químico que mata o infectado.  Ele afirma que estava preocupado que Hayden passaria por uma transformação como Mezner porque ele tinha o mesmo e injeções a mesma infecção, ele também diz Hayden que ele pode começar um processo semelhante ao "Nemesis no mesmo edifício, o Vosro Research Facility, onde o vírus Technocyte foi feito durante a Guerra Fria.  Hayden salva Yargo, enviando-o através do sistema de ventilação e faz o seu caminho em direcção ao laboratório, onde o processo seja mantida.  Depois de matar hordas de mutantes Technocyte infestadas e ignorando os sistemas de segurança automatizados, Hayden descobre a ação em uma câmara a vácuo. Ele entra na sala, disparando a trava como ele vai por isso nada pode segui-lo por dentro.  Pouco antes, ele coloca o terno, Nadia chega à porta e pede Hayden com ela para sair antes de as coisas ficarem piores do que eles já são.  Ela diz que é muito profundo para sair e agora que ela está tomando Yargo para abrir o cofre.
Hayden obtém o terno e abate o seu caminho através de infectados e não infectados iguais, tendo uma queda de 3 soldados armadura alimentado e, finalmente, encontrar Nemesis. No confronto final, Hayden mata o Nemesis e descobre que foi realmente Nadia todo. Ela se desculpa por infectar Hayden e diz-lhe Mezner está planejando uma transmissão em todo o mundo para espalhar o vírus por toda parte Technocyte, Hayden diz que ele não pode impedi-lo porque a organização está no caminho.  Nadia diz-lhe então que ela sabe que ele vai "... fazer a coisa certa desta vez", deixa-lo com a chave do cofre, e então morre.  Hayden e então "sequestra um outro tanque Chacal e mata todos em seu caminho em seu caminho para o cofre.
Ele chega na entrada da cripta, ao encontro de seu superior (seu nome é revelado a ser "Dixon", como consta em seu uniforme), que diz ter feito um acordo com Mezner e dá-lhe uma dose de reforço "para a estrada".  Hayden fica revoltada e esfaqueia-o no pescoço com o reforço, e diz que ele "gosta" da infecção e vai destruir Mezner.  Ele mata todos os homens sob seu comando superior e depois entra no cofre. Uma vez dentro, Mezner tenta convencer Hayden se juntar a ele.  Isso não funciona e Hayden aprofunda o cofre. Em seguida, ele encontra a fonte da Technocyte, ou pelo menos a primeira fonte conhecida: o submarino que apareceu na costa da Lasria, apenas Hayden descobre que o submarino estava realmente americano (por acidente ou de propósito, não sabemos , está implícito que o governo americano sabia o tempo todo).  Após o confronto final com Mezner e da monstruosidade Technocyte Hydra-como ele controla, Yargo Hayden chega para dizer que a transmissão continua a ser feita.  Hayden tenta fritar os circuitos usando seu glaive, mas antes do Mezner morrendo, que não está morto ainda ataca pela última vez impressionante o seu braço direito, antes de lhe dizer "Você é um de nós agora".  Hayden, em seguida, pega a agora eletrificada Glaive com a mão esquerda e empala o crânio Mezner com ela.  Com a transmissão finalmente parou, o jogo termina com Yargo dizendo: "Isso foi como tudo começou, a ironia desta doença, que em todos os outros que fez mal, mas para ele salvou sua alma".

## Recepção
DarK Sector Recebeu criticas mistas com relação ao seu estilo,.  Ele marcou uma média  de 72% com base em 45 comentários. Em GameRankings, a proporção média é de 73%. Outras revisões incluem o San Francisco Chronicle, que disse "... Dark Sector é um arrepio frio, e deu-lhe um "positivo". Na Austrália, o jogo foi proibido por ser considerado violento.